# Liste romanischer Kirchen mit Kreuzgratgewölbe über Kirchenschiffen
Kreuzgratgewölbe gelten als typische Kennzeichen romanischer Architektur, aber viele romanische Kirchen haben zwar eine Krypta mit Kreuzgratgewölbe, jedoch keine Kreuzgratgewölbe über dem Kirchenschiff oder irgendeinem seiner Teile.
Viele dieser Kirchenräume sind flach gedeckt, manche haben gar spitzbogige Kreuzrippengewölbe, siehe die Liste romanischer Kirchen mit gotischen Gewölben.
Die hier vorliegende Liste soll Auskunft geben, welche romanischen Kirchengebäude dennoch der oft enttäuschten Erwartung gerecht werden.

## Belgien
- St. Vincent (Soignies), Seitenschiffe (Mittelschiff flach)
- Kathedrale von Tournai

## Deutschland
- Braunschweiger Dom
- Stadtkirche Gadebusch (Hallenkirche)
- St. Georg (Köln)
- St. Laurentius (Koblenz)
- Klosterkirche Lippoldsberg[1], Mittelschiff mit spitzbogigen domikale Kreuzgratgewölbe, Synthese aus den Seitenschiffsgewölben von Cluny III und dem Mittelschiffsgewölbe des Doms zu Speyer; Mitte 12. jh.
- Mainzer Dom: nur Seitenschiffe mit rundbogigen Kreuzgratgewölben; Mittelschiff 1190–1200 mit leicht spitzbogigen Rippengewölben
- Kirche der Abtei Maria Laach
- Martinskirche (Michelbach), Stadt Marburg
- St. Clemens Romanus (Marklohe)
- St. Gangolf (Münchenlohra)
- St. Leonhard (Regensburg)
- St. Ulrici (Sangerhausen)
- Nikolaikirche (Siegen)
- Nikolaikapelle (Soest)
- Dom zu Speyer, Mittelschiff mit domikalen rundbogigen Kreuzgratgewölben
- St. Andreas (Ostönnen) (zu Soest), Seitenschiffe
- St. Petri (Soest) (Hallenkirche)
- St.-Patrokli-Dom (Soest)

## England
- Kathedrale von Ely, Seitenschiffe des Langhauses, dessen Mittelschiff Holzdecke
- Kathedrale von Norwich, Seitenschiffe (Mittelschiff erst Holzdecke, dann spätgotisches Fächergewölbe)

## Frankreich
- Kathedrale von Autun, nach dem Vorbild von Cluny III: spitzbogige Kreuzgratgewölbe über den Seitenschiffen, Spitztonne über Mittelschiff
- Cluny III, ab 1080, spitzbogige Kreuzgratgewölbe über den Seitenschiffen (in Resten erhalten), Spitztonnen über Mittelschiff und Querhäusern (Rest erhalten)
- Kathedrale Saint-Julien in Le Mans, Mite 12. Jh., Seitenschiffe des Langhauses rundbogig, Längstonne mit Quertonnen, die einander nicht berühren; Mittelschiff domikale Kreuzrippengewölbe.
- St-Nectaire (Saint-Nectaire), Kreuzgratgewölbe über den Seitenschiffen, Tonnengewölbe über dem Mittelschiff
- St-Saturnin (Saint-Saturnin), Kreuzgratgewölbe über den Seitenschiffen, Tonnengewölbe über dem Mittelschiff
- Prioratskirche Sacré-Cœur in Paray-le-Monial, nach dem Vorbild von Cluny III: spitzbogige Kreuzgratgewölbe über den Seitenschiffen, Spitztonne über Mittelschiff

## Österreich
- Franziskanerkirche (Salzburg), Seitenschiffe des romanischen Teils

## Polen
- Sankt-Jakobs-Kirche (Sandomierz)